# Affaire de la Josacine empoisonnée
L'affaire de la Josacine empoisonnée est une affaire judiciaire française datant de 1994.
Le samedi 11 juin 1994, à Gruchet-le-Valasse (Seine-Maritime), Émilie Tanay, 9 ans, invitée pour le week-end chez Jean-Michel et Sylvie Tocqueville, meurt à la suite de l’ingestion d’un produit cyanuré ; les jours suivants, on trouve du cyanure dans le flacon de Josacine de l’enfant.
Jean-Marc Deperrois, collègue et amant de Sylvie Tocqueville, est accusé d’avoir empoisonné ce médicament pour tuer Jean-Michel Tocqueville, provoquant ainsi par erreur le décès de la fillette. Il est reconnu coupable d’empoisonnement avec préméditation de la petite Émilie Tanay, et condamné à vingt ans de réclusion criminelle le 25 mai 1997 par la cour d’assises de Seine-Maritime. Son pourvoi en cassation contre cet arrêt a été rejeté le 21 octobre 1998. Ses deux requêtes en révision ont été déclarées irrecevables respectivement en 2002 puis en 2009 par la commission de révision des condamnations pénales. En juin 2024, la Commission d'instruction de la Cour de révision et de réexamen rejette sa troisième demande.
En 2002-2003, Jean-Michel Dumay, chroniqueur judiciaire au journal Le Monde, propose une autre hypothèse : un accident domestique que l’on aurait cherché à cacher en empoisonnant la Josacine après coup. En 2005, le tribunal correctionnel du Havre, saisi d’une plainte en diffamation, a jugé cette hypothèse « plausible ».

## Les faits
Le samedi 11 juin 1994, Émilie Tanay, fillette âgée de 9 ans, est confiée vers 15 heures par ses parents à la famille Tocqueville (Jean-Michel, Sylvie et leurs deux enfants, Jérôme et Bertrand) où elle est invitée chez son camarade de classe Jérôme. Émilie souffre d’une rhino-pharyngite. Sa mère, Corinne Tanay, confie aux Tocqueville les médicaments qu’elle doit prendre : un flacon de sirop Josacine qu’elle a préparé à son domicile, et des sachets d’Exomuc, expectorant en poudre à diluer dans l’eau.
Ce jour-là, M. Tocqueville accompagne les trois enfants à la fête médiévale à l’occasion de la kermesse de fin d’année scolaire de Gruchet-le-Valasse, tandis que sa femme est retenue par la préparation du banquet médiéval qui doit se dérouler le soir-même à l’Abbaye de Gruchet-le-Valasse située à quelques kilomètres du bourg. En début de soirée, après le défilé dans les rues et un goûter à la maison, ils s’apprêtent tous à se rendre en voiture au banquet, avec Sylvie Tocqueville, qui les a rejoints.
Avant de partir, Émilie prend son traitement, et en arrivant au garage, vers 20h15, elle s’effondre brutalement sur le sol : comme si elle avait reçu une balle dans le dos, elle bave, gémit et perd connaissance. J.-M. Tocqueville tente de la réanimer, la prend dans ses bras et revient vers la maison pour la déposer sur le canapé du salon. Dans l’impossibilité de joindre les parents, sortis pour la soirée, il appelle le service des urgences et un ami, Denis Lecointre. L’équipe du SMUR arrive six minutes plus tard et trouve l’enfant dans le coma. Elle est aussitôt prise en charge - plusieurs arrêts cardiaques surviennent - et transportée aux urgences pédiatriques de l’hôpital général du Havre. Malgré les tentatives pour la réanimer, Émilie décède à 22 h 30. Les médecins, qui avaient d’abord pensé à une rupture d’anévrisme, ne comprenant pas ce qui a pu causer ce décès, demandent alors à examiner le flacon de Josacine, resté à la maison. Il est apporté à l’hôpital par Denis Lecointre à 23 h, et examiné par une infirmière qui ne lui trouve rien d’anormal. Vers 5 h du matin, par contre, le flacon attire l’attention de l’infirmière par un aspect « grumeleux » et « comme un crachat ». Elle le débouche, il a une « odeur épouvantable » qui lui cause « des brûlures à l’œsophage ». Ce flacon est alors envoyé au laboratoire pour analyse.
Le 16 juin 1994, le laboratoire Bellon, filiale de Rhône-Poulenc, fait passer une annonce par l’entremise des journaux télévisés indiquant qu’un médicament Josacine 500 a causé la mort d’une enfant. Il est demandé aux parents de rapporter d’urgence dans les pharmacies tous les flacons en leur possession. Ce médicament est un antibiotique à spectre large couramment utilisé en pédiatrie. Il est présenté sous forme de poudre à laquelle on doit ajouter de l’eau jusqu’à un niveau précis indiqué sur le flacon, pour obtenir une suspension buvable. Le médicament est ensuite administré au moyen d’une cuillère doseuse. Le lendemain, la presse et le Procureur de la République du Havre annoncent qu’une substance toxique a été identifiée dans le flacon et qu’il s’agit de cyanure. Par précaution, et craignant une erreur ou une malveillance lors de la fabrication, le laboratoire retire pour quatre mois la Josacine de la vente.

## L’enquête

### Enquête auprès des laboratoires et des familles
L’enquête cherche à découvrir comment du cyanure de sodium a pu se trouver dans le flacon, de la chaîne de fabrication jusqu’à la pharmacie qui a vendu le flacon à Corinne Tanay. Il paraît improbable qu’une substance étrangère puisse être ajoutée dans un flacon lors de la fabrication. Le médecin de Corinne Tanay, qui avait reçu la mère deux jours après le drame, a déclaré aux gendarmes que celle-ci lui avait confié que le médicament avait une drôle d’odeur et une petite effervescence lors de sa préparation. Mais cette déposition n’a pas été exploitée par l’enquête, et ne sera évoquée que trois ans plus tard par la défense au moment du procès. Madame Tanay démentira alors avoir tenu de tels propos. (Voir infra "Un nouvel indice : l’odeur d’ammoniac") 
L’enquête se dirige vers l’hypothèse d’un empoisonnement volontaire, sans exclure toutefois celle d’un accident domestique. En premier lieu, huit personnes sont plus particulièrement suspectées :
- les parents d’Émilie - mais rien ne permet de supposer une maladresse quelconque lors de la préparation du médicament par la mère, le matin même, et encore moins que les parents puissent souhaiter la mort de leur fille[17].
- ses grands-parents - qui ne s’entendent pas avec leur belle-fille, mais là encore le fait qu’ils aient pu attenter à la vie de leur petite-fille paraît improbable,
- les époux Tocqueville - mais l’enquête ne détermine pas de mobile et l’usine dans laquelle M. Tocqueville travaille ne stocke que du cyanure de potassium[18]. L’hypothèse d’un accident survenu à leur domicile est finalement écartée par les enquêteurs, sur la foi de leurs déclarations et après deux perquisitions, effectuées chez eux, qui n’ont pas permis d’y trouver de produit cyanuré[19].
- Denis Lecointre et son épouse - la profession de Denis le met en contact quotidiennement avec le cyanure de sodium, mais ils n’ont strictement aucun motif d’agir contre l’enfant[20].

### La piste d’un crime passionnel raté avecerreur sur la victime
Cette nouvelle hypothèse va faire son chemin par étapes successives.
Lors de sa garde à vue, le 17 juin, Sylvie Tocqueville, qui est secrétaire de mairie, déclare avoir eu une relation passagère avec Jean-Marc Deperrois. Cet adjoint au maire du village entretenait avec elle une relation amoureuse, et J.-M. Tocqueville témoigne que M. Deperrois lui aurait dit qu’il souhaitait que Sylvie le quitte.
Jean-Marc Deperrois est placé en garde à vue le 26 juillet 1994. Il a créé quelques années plus tôt sa propre entreprise, ITI (Imagerie Thermique Industrielle). Les enquêteurs lui demandent avec insistance s’il utilise du cyanure dans le cadre de son travail : il certifie formellement qu’il n’en utilise pas. Pourtant, Alain Bodson, une de ses relations professionnelles, confirme aux enquêteurs avoir récemment acheté à sa demande 1 kg de cyanure, que M. Deperrois est venu chercher à son entreprise à Nanterre.
Jean-Marc Deperrois devient le suspect numéro un. Par des écoutes téléphoniques, les enquêteurs savent déjà qu’il a menti et qu’il possédait bien ce produit dans son entreprise, mais qu’il l’a ensuite jeté dans la Seine. J.-M. Deperrois finit par admettre qu’il avait bien commandé du cyanure de sodium, en passant par M. Bodson, pour faire des essais de traitement de surface sur des pièces métalliques. Il dit avoir gardé ce produit « jusqu’au 16 ou 17 juin » et l’avoir jeté après avoir appris que l’enfant était morte d’avoir avalé du cyanure. Il aurait menti parce que le drame s’étant produit tout près des locaux de son entreprise « la détention de cyanure était susceptible de [lui] créer des ennuis ». Il ne voulait pas « être inquiété » ni qu’on parle de sa relation avec Sylvie Tocqueville.
Reste à déterminer le mobile. Jean-Marc Deperrois ne connaît pas la famille Tanay et n’a aucune raison de vouloir assassiner cette enfant. L’enquête va faire alors l’hypothèse que c’est Jean-Michel Tocqueville, le mari de Sylvie, qui était visé. Deperrois aurait empoisonné le flacon de Josacine, croyant atteindre son rival, causant ainsi par erreur le décès d’Émilie.

### Le débat autour des expertises sur le cyanure
Des analyses chimiques ont alors été effectuées pour déterminer si le produit que J.-M. Deperrois s’était procuré chez Prolabo avait la même composition que celui retrouvé dans le médicament.

#### Les impuretés
Le cyanure de sodium commercialisé n’est jamais parfaitement pur, il s’y trouve des impuretés en proportions variables.
J.-M. Deperrois ayant jeté son cyanure, les experts de l’Institut de recherche criminelle de la gendarmerie nationale (IRCGN) ont dû travailler sur les lots que l’entreprise Prolabo commercialisait à l’époque. Les analyses chimiques diligentées par le juge d’instruction ont montré que deux lots de cyanure Prolabo présentaient trois impuretés à des taux de concentration « comparables » à celles trouvées dans le flacon empoisonné. Le jugement condamnant M. Deperrois admettra finalement que ces impuretés constituent « une signature du produit », et que le cyanure du flacon empoisonné a donc la même composition que le sien. En 2001, la défense demandera son avis sur ces expertises à un autre spécialiste, le Pr Rosset, qui fera remarquer que les experts avaient décelé plusieurs autres impuretés, dans le flacon empoisonné, à des taux très supérieurs à ceux que l’on trouve dans des produits neufs comme les cyanures Prolabo. L’une de ces impuretés, l’oxalate, montrait que le cyanure, dans le flacon empoisonné, était un vieux produit fortement oxydé. Il s’étonnera de ce que, sans explication, les experts aient écarté ces éléments de leur « synthèse finale ».

#### L’étrange coagulation: un cyanure dégradé?
En mélangeant cyanure + Josacine, l’expert de l’IRCGN n’a jamais réussi à reproduire la coagulation jaune clair trouvée dans le flacon empoisonné, et n’a jamais pu l’expliquer. En outre, il a constaté que le mélange obtenu a tendance à foncer au bout de quarante-huit heures ; or le flacon empoisonné n’a jamais changé de couleur. L’expert a conclu que cette absence de coloration pouvait s’expliquer par la présence « d’un cyanure très dégradé » dans le flacon de Josacine empoisonnée, ce qui caractérise un cyanure ancien. Comme J.-M. Deperrois venait d’acheter un cyanure neuf, on a supposé qu’il avait pu le vieillir artificiellement par chauffage à 37 °C jour et nuit pendant un mois et, par la suite, constatant que cette opération n’empêche pas le mélange de brunir, par chauffage à 50 °C pendant 13 jours. J.-M. Deperrois ne possédant pas d’étuve dans son entreprise, on a suggéré qu’il avait pu laisser le flacon dans la boîte à gants de sa voiture qui aurait fait en quelque sorte office d’étuve. La défense fit valoir qu’il faisait entre 11 °C la nuit et 17 °C le jour en moyenne en ce mois de juin dans la région. Le Pr Rosset, dans son rapport de 2001, rejettera cette hypothèse, estimant que les fortes teneurs en impuretés « calcium, magnésium et cuivre » du cyanure trouvé dans la Josacine excluent qu’il ait été obtenu en chauffant un cyanure neuf qui en est dépourvu.
L’hypothèse du cyanure neuf dégradé volontairement par chauffage sera pourtant admise par l’accusation, et retenue dès lors dans le protocole des analyses chimiques qui seront faites par la suite sur les effets du mélange Josacine + cyanure. Il semble qu’aucune expérience n'a jamais été tentée avec du cyanure authentiquement ancien.

#### La teneur en zinc
Le flacon empoisonné présentait une teneur en zinc que les enquêteurs ont attribuée à l’eau de ville qui aurait pu servir à la dilution du cyanure, et provenant du passage de cette eau dans de vieilles tuyauteries. L’eau dans les locaux de l’entreprise ITI présentait une teneur en zinc « compatible » avec celle du flacon. La défense a signalé de son côté qu’aucun prélèvement d’eau n’avait été effectué chez les Tocqueville, qui habitaient tout près de l’entreprise. Le Pr Rosset signalera dans son rapport que le médicament Josacine lui-même contient du zinc à des taux largement suffisants pour qu’il ne soit pas nécessaire d’incriminer l’eau du robinet.

#### Cyanure en poudre ou en solution?
Les experts se sont opposés sur la question de savoir si le cyanure avait été introduit dans le flacon en solution ou en poudre. Dans le premier cas, se posait la question du trop-plein que cette opération aurait dû provoquer, et qui semble n’avoir été remarqué par aucun des témoins. L’adjonction de cyanure en poudre, par contre, ne modifie que très peu le niveau du mélange.
Le Pr Rosset, appelé par la défense à donner son avis sur ces expertises, en critiquera la méthodologie et les conclusions. Il fera remarquer notamment que les recherches ont porté, à quelques exceptions près, sur les seuls produits de l’entreprise Prolabo, et sur des produits neufs, alors qu’il existe d’autres entreprises qui fabriquent ou utilisent des produits cyanurés, et que le cyanure trouvé dans le flacon empoisonné pouvait être un produit ancien. Il a estimé que l’on était en présence d’un cyanure très ancien, fortement dégradé par oxydation, moins pur que les produits aujourd’hui commercialisés et vraisemblablement ajouté en poudre au flacon d’antibiotique. Ses conclusions ont été elles-mêmes critiquées par un autre expert, à la demande de la partie civile, le Pr Storck.

## Le procès et ses conséquences

### Le débat sur la thèse de l’accusation
D’après l’accusation, le mobile de J.-M. Deperrois aurait été le souhait de se débarrasser du mari de sa maîtresse, ses relations à lui avec sa femme s’étant dégradées, et le couple Tocqueville n’ayant pas l’intention de se séparer.
L’examen de l’emploi du temps de J.-M. Deperrois le 11 juin a montré qu’il était seul, dans son bureau à la mairie, tout près du domicile des Tocqueville, entre 16h40 et 17h. Il aurait donc pu se glisser chez eux à ce moment-là.
Jean-Michel Tocqueville ayant eu, le 10 juin au soir, un violent malaise nécessitant d’appeler un médecin de garde, l’accusation suppose que J.-M. Deperrois l’aurait su et en aurait déduit que la Josacine trouvée dans la maison lui avait été prescrite.
La défense plaide qu’il paraît invraisemblable que J.-M. Deperrois ait pu supposer que ce médicament Josacine à usage pédiatrique était destiné à un adulte, et qu’il ait pu prendre le risque de tuer l’un des deux enfants de la maison, âgés de 8 ans et 5 ans. La défense fait aussi remarquer que J.-M. Tocqueville prenait depuis plusieurs jours un antibiotique d’une autre marque, en gélules, et que son malaise de la veille était une crise de tachycardie, pour lequel un anxiolytique avait été prescrit, ces éléments ne pouvant guère laisser supposer que la Josacine lui appartenait.
J.-M. Deperrois affirme par ailleurs que sa relation avec Sylvie Tocqueville était « en voie d’extinction », et qu’elle en avait informé son mari, avec lequel il s’en était même expliqué.

### Les témoignages fondant la thèse de la préméditation
Le 31 août, deux mois et demi après le début de l’enquête, un couple de voisins des Tocqueville, les Madeleine, affirment avoir vu J.-M. Deperrois sortir de chez ces derniers le 29 mai, soit onze jours avant le drame. La dame aurait vu J.-M. Deperrois par réflexion sur la vitre de la fenêtre de sa salle de bains. Lors d’une visite sur place, le magistrat chargé de l’instruction s’aperçoit qu’il est impossible de voir la porte-fenêtre des Tocqueville dans le reflet de cette vitre, quelle qu’en soit la position. Il s’avère par ailleurs que le 29 mai, J.-M. Deperrois a passé la journée à vendre des tickets à la kermesse de l’école. Ces voisins affirment aussi avoir vu J.-M. Deperrois tourner autour de la voiture des Tocqueville, le 8 mai, sur le parking devant la mairie. Vérification faite, il s’avère que le parking est interdit aux voitures pour les commémorations du 8 mai 1945. Les déclarations de ce couple seront finalement retenues par l’accusation, admettant qu’ils ont pu se tromper de date, et fondent la thèse de la préméditation.
Par la suite, J.-M. Deperrois a fait citer ces voisins pour faux témoignage. Un non-lieu sera prononcé en 1999, à la suite duquel M. Deperrois portera plainte une deuxième fois. Il lui sera alors demandé le versement d’une somme à titre de consignation. J.-M. Deperrois étant alors incarcéré et dans l’impossibilité de payer lui-même, l’argent sera versé par son Comité de soutien : sa plainte sera alors jugée irrecevable du fait qu’il aurait dû payer la somme lui-même. Finalement, le 14 mai 2002, la Cour de cassation reconnaîtra qu’il a été fait obstruction aux procédures engagées par M. Deperrois à l’encontre de ces voisins en exigeant de façon exorbitante qu’il verse lui-même la consignation et non pas son Comité de soutien.

### La condamnation
Jean-Marc Deperrois est condamné le 26 mai 1997 à vingt ans de réclusion criminelle ; il s’effondre dans le box et perd connaissance à l’audition du verdict. Il est ramené, hagard, soutenu par des gendarmes, pour que lui soit signifiée la fin de la sentence.
L’avocat général, lors de ses réquisitions, avait précisé qu’il n’y avait « ni aveu, ni témoins, ni preuves formelles » pour étayer la condamnation qui se fonde en ce cas précis sur « un faisceau de présomptions précises, concordantes et finalement accablantes ». Une des jurés au procès témoignera quant à elle, en 2004, dans une émission de télévision, qu’au moment de donner son verdict sur la culpabilité de M. Deperrois, elle hésitait entre le oui et le non. Ce qui l’aurait alors déterminée à voter la culpabilité, « ... c’est qu’il faisait très très beau et d’un seul coup j’ai pensé : mais J.-M. Deperrois profite du soleil, Émilie, elle, ne profite pas du soleil ». Enfin, pour le capitaine Martinez, chef d’enquête, commandant la section de recherches de Rouen, « aucun élément concret permettant d’accréditer une autre hypothèse que celle de Jean-Marc Deperrois n’a été recueilli ».
Il est à noter qu’à l’annonce du verdict, le public a protesté vivement, certaines personnes fondant en larmes et d’autres levant le poing ou insultant les magistrats. Cette condamnation a suscité une vive émotion dans le pays, Corinne Tanay et Anne-Marie Deperrois recevant des messages anonymes d’insultes. Cette dernière a créé un comité de soutien à son mari afin de faire reconnaître son innocence.
En 1997, il n’est pas possible de faire appel d’une condamnation en cour d’assises, et J.-M. Deperrois se pourvoit en cassation. Le rejet de son pourvoi, le 21 octobre 1998, rend sa condamnation définitive et sans appel. Après ce verdict, la question du droit d’appel d’une condamnation pénale est de nouveau posée à l’Assemblée nationale, le 27 octobre, par Raymond Forni, qui interpelle la ministre de la Justice : « La verra-t-on enfin, la réforme de la cour d’assises ? ». Le 19 avril 1999, Jean-Marc Deperrois introduit une requête auprès de la Cour européenne des droits de l'homme. Celle-ci est jugée irrecevable le 22 juin 2000. Le seul recours qui reste possible pour J.-M. Deperrois est une demande de révision, qui doit reposer sur un « élément nouveau ».
J.-M. Deperrois présente en 2001 une première demande de révision, fondée sur la critique des expertises chimiques par le professeur Rosset et la contre-enquête de Jean-Michel Dumay.

## La contre-enquête de Jean-Michel Dumay
Dès le début de l’enquête, l’idée que l’enfant était morte d’avoir avalé de la Josacine empoisonnée a été acceptée comme une évidence. En 2003, le chroniqueur judiciaire qui avait suivi le procès pour le journal Le Monde, Jean-Michel Dumay, a proposé une hypothèse à laquelle personne n’avait pensé: l’accident domestique camouflé après coup.

### La reconstitution des événements du 11 juin au soir
Dumay remarque que le soir tragique du 11 juin, lorsque le SMUR a été appelé en urgence auprès de l’enfant inconsciente, personne ne parlait d’intoxication. On évoquait l’hypothèse d’une rupture d’anévrisme, d’une crise d’épilepsie ou d’un malaise cardiaque. Les Tocqueville avaient mentionné la prise du médicament, vers 20 h, sans signaler autre chose qu’un « mauvais goût »: le flacon avait alors été examiné et senti par l’infirmier du SMUR qui ne lui avait rien trouvé d’anormal et l’avait laissé sur place.
Pourtant, dans son compte rendu d’hospitalisation du 14 juin 1994, le Dr Maguer, de garde à l’hôpital du Havre le soir du 11 juin, écrit : « Lorsqu’elle [Émilie] avale la cuillère de Josacine, elle se plaint immédiatement de brûlures, d’un mauvais goût, réclame de l’eau et se précipite boire au robinet. Elle signale alors que la Josacine a mauvais goût et n’est pas comme d’habitude » et il ajoute : « Nota bene : ceci est trouvé secondairement à l’interrogatoire de madame, puis de monsieur Tocqueville. » Contactés en 1998 et 2002 par Dumay, le médecin et l’infirmier du SMUR, qui étaient intervenus le soir du 11 juin, lui ont confirmé qu’on ne leur avait rien dit de tel sur le moment, et que si on leur avait signalé ces incidents, « nous aurions pris tout de suite le médicament avec nous et un traitement mieux adapté aurait été administré ».

### Les écoutes téléphoniques
Ayant obtenu accès au dossier, Dumay y découvre plusieurs écoutes de conversations téléphoniques interceptées le 16 juin. Dans l’une d’elles, Denis Lecointre dit à J.-M. Tocqueville : « Parce que t’à l’heure, tu vas passer heu, à la télé toi avec ton produit qu’t’as mis dans la Josacine ! » (retranscription par la police). Les intéressés n’ont jamais été interrogés sur ces écoutes lors de l’enquête et de l’instruction, et il n’en a pas été fait mention devant les jurés au cours du procès.

### Autres témoignages
Denis Lecointre affirme aux enquêteurs, le 17 juin 1994 que, resté avec J.-M. Tocqueville à la maison après le départ de l’ambulance, ils auraient observé une anomalie dans le flacon, qui présentait un aspect hétérogène, paraissait tourné, et avait une couleur inhabituelle, orange foncé. La défense fera remarquer lors de la deuxième requête en révision que cette description ne correspond pas à celle de l’équipe médicale de l’hôpital, qui a trouvé au contraire que la Josacine paraissait normale à son arrivée aux urgences et pendant la nuit. Ce n’est que vers 5 h du matin que le contenu du flacon a été trouvé « tourné » par l’infirmière.
Un flacon « assez ancien », au goulot assez large, fermé par un bouchon à visser en aluminium, aurait été vu « sur le réfrigérateur de la cuisine, la veille du 11 juin ou alors une semaine auparavant » chez les Tocqueville par la femme de ménage, mais il n’a jamais été retrouvé.
Un habitant du pays a précisé que le flacon décrit par la femme de ménage lui rappelait des flacons de produit cyanuré qu’il se procurait « dans les années 1970 » auprès de personnes travaillant chez Oril. Ce poison était « sorti sous forme liquide, concentrée » à diluer, et pouvait servir à tuer les souris. Il a informé les enquêteurs de ce détail, mais « sa remarque n’a pas été consignée ».
Une dame a entendu dire que Denis Lecointre sortait parfois de son entreprise des produits pouvant servir à tuer les souris. Lui-même avait témoigné avoir été en contact avec le cyanure, dans son entreprise, sous forme de poudre blanche, sans reconnaître en avoir sorti.
Une poudre blanche de nature inconnue aurait été trouvée sur une feuille de journal chez les époux Tocqueville. Ces restes de poudre n’ont jamais été analysés.

### L’hypothèse de l’accident domestique camoufléa posteriori
Après des années d’investigations, Jean-Michel Dumay a suggéré l’hypothèse suivante dans son livre : Émilie ne se serait pas empoisonnée en prenant sa Josacine, qui aurait été tout à fait normale quand elle a pris son traitement. Quand le petit Jérôme, interrogé par la police le 17 juin, a témoigné qu’après la prise de son médicament : « [Elle] a tout de suite dit : "Beurk, c’est pas bon", après elle a bu un peu d’eau dans la cuisine », sa phrase se référait alors au goût habituel du médicament, que l’enfant n’aimait pas.
Ce serait alors dans de l’eau, bue pour faire passer sa Josacine, ou bien utilisée pour préparer son Exomuc (sachets à diluer), qu’il se serait trouvé un produit cyanuré lui ayant causé ces « brûlures » et la ruée vers l’évier de la cuisine pour s’y rincer la bouche et « cracher » dont a témoigné J.-M. Tocqueville. On notera qu’un doute subsiste à propos du médicament du goût duquel Émilie s’est plainte. Le docteur Hénaff, du SMUR, intervenu le soir du drame, a déclaré lors de son audition : « [Sylvie Tocqueville] m’a déclaré que l’enfant lui avait dit que son médicament était plus mauvais que lorsque c’était sa mère qui lui préparait. » La Josacine ayant été préparée par Mme Tanay, ce témoignage pourrait référer à l’Exomuc, en sachets solubles, que la mère n’avait pas préparé ce jour-là.
Cette hypothèse expliquerait pourquoi rien n’a été signalé d’inquiétant au SMUR concernant la Josacine lors de son utilisation vers 20 h par l’enfant, et pourquoi le SMUR est reparti sans l’emporter. D’après cette hypothèse toujours, ce ne serait qu’après le drame, quand l’hôpital eut réclamé la Josacine, que le flacon aurait été empoisonné, pour que l’enquête mette en cause le médicament, plutôt que la ou les personnes ayant laissé traîner un produit dangereux dans la maison.
Saisi d’une plainte en diffamation contre M. Dumay, le tribunal correctionnel du Havre l’a relaxé le 21 novembre 2005, jugeant « plausible » cette hypothèse qu’il développait dans son livre et ajoutant que le journaliste « a objectivement présenté les faits ». Dans son argumentation, le tribunal a noté que « des incohérences existent dans les explications données [par les Tocqueville] sur les circonstances dans lesquelles l’enfant a pris son médicament »,.

## Un nouvel indice: l’odeur d’ammoniac
En avril 2005, Frédéric Marsal, agrégé de chimie à l’université de Toulon, publie à la demande de la défense de nouveaux résultats d’analyses, confirmés ensuite par le CNRS de Lyon : le mélange cyanure dégradé par chauffage + Josacine produit une odeur d’ammoniac qui va en augmentant, et qui est particulièrement forte au bout de trois heures.
L’enquête avait montré que J.-M. Deperrois ne pouvait avoir agi que vers 17 h au plus tard le jour du drame. Or ni l’infirmier du SMUR à 20 h 30, ni Mme Vast l’infirmière à 23 h n’avaient décelé d’odeur en sentant le contenu du flacon[réf. nécessaire]. La Josacine ne pouvait donc avoir été empoisonnée vers 17 h, car elle aurait déjà fortement senti l’ammoniac plus de trois heures après. On notera que ce raisonnement vaut aussi, a fortiori, pour l’état du médicament lors de sa préparation, en début d’après-midi par Madame Tanay.

## Les requêtes en révision

### Première requête en révision
Une première requête en révision a été présentée fin 2001, s’appuyant sur le rapport du professeur Rosset critiquant les expertises du cyanure, ainsi que sur la retranscription de la conversation téléphonique dans laquelle Denis Lecointre (ami de J.-M. Tocqueville qui avait apporté le flacon de Josacine à l'hôpital) parle à J.-M. Tocqueville de « ton produit que tu as mis dans la Josacine. » Le 16 décembre 2002, la commission de révision des condamnations pénales a jugé la requête irrecevable, « la simple critique de rapport d’expertises ne présentant aucun caractère de nouveauté »,.
Quant aux conversations interceptées le 16 juin 1994, la commission de révision affirme qu’elles « ont été exploitées par les enquêteurs, même si ceux-ci n’en ont pas révélé l’existence lors de l’audition des intéressés ». Elles auraient donc été exploitées sans que les interlocuteurs de cette conversation aient été interrogés sur leur signification.
La commission ajoute que « ces écoutes figurant au dossier ont pu être analysées par toutes les parties à la procédure, pendant l’instruction et les débats devant la cour d’assises ». Or il n’en a jamais été question devant les jurés. D’après cette jurisprudence, il ne serait donc pas nécessaire qu’un élément du dossier d’instruction ait été effectivement présenté aux jurés et débattu contradictoirement devant eux, à partir du moment où il aurait pu l’être, puisque les enquêteurs et les juges pouvaient en avoir eu connaissance. En outre, on ne pourrait donc plus jamais s’en prévaloir comme d’un « fait nouveau » afin d’obtenir la révision d’un procès.

### Deuxième requête en révision
Une deuxième requête en révision a été déposée le 7 septembre 2005 présentant comme éléments nouveaux des faits rendant vraisemblable la thèse de la dissimulation d’un accident domestique, par empoisonnement du flacon après le drame, à laquelle personne n’avait pensé jusque-là. Elle s’appuie sur les constatations de l’infirmier du SMUR, qui avait examiné et senti la Josacine vers 20 h 30 le soir du 11 juin sans rien lui trouver d’anormal, et qui n’avaient pas été consignées dans les procès-verbaux des gendarmes. Elle affirme que si le flacon avait été empoisonné vers 17 h, il aurait dégagé une forte odeur d’ammoniac que l’infirmier n’aurait pas manqué de remarquer.
La commission de révision a alors demandé un complément d’expertise sur l’odeur d’ammoniac émise par le mélange cyanure dégradé par chauffage + Josacine.
À la suite de ces expertises, un nouveau mémoire a été présenté par la défense, se fondant sur les constatations des experts judiciaires désignés par la commission de révision. Ces experts ont constaté que le mélange cyanure dégradé par chauffage et Josacine combinés produit immédiatement une odeur d’ammoniac qui augmente avec le temps. Le mémoire présenté par la défense s’appuie aussi sur les tests de sensibilité aux odeurs qui ont été organisés à la demande de la présidente de la commission de révision, établissant que tous les protagonistes ayant eu à sentir l’odeur d’ammoniac se dégageant du flacon l’ont effectivement perçue.
Le 9 février 2009, la deuxième demande en révision a été rejetée. Après avoir constaté que le mélange cyanure vieilli par chauffage et Josacine combinés produit effectivement et même immédiatement une odeur d’ammoniac, et que l’infirmier du SMUR « perçoit fortement cette odeur », la commission de révision exprime des doutes sur la fiabilité d’un témoignage basé sur la perception des odeurs et rejette l’hypothèse présentée.

### Libération conditionnelle
J.-M. Deperrois est placé sous libération conditionnelle en juin 2006, après douze ans de prison. Au terme exact de trois années de libération conditionnelle, pendant lesquelles il lui était interdit de s’exprimer en public, il apparaît le 11 décembre 2009 aux journaux télévisés de 20 h sur TF1 et France 2 et s’exprime sur Europe 1, ainsi que le 18 décembre dans l’émission Café crimes de Jacques Pradel sur Europe 1 : « J’ai décidé de parler aujourd’hui parce que je veux dire aux gens que je suis innocent. Ce n’est pas moi qui ai mis du cyanure dans la Josacine… » affirme-t-il. Il explique que son combat est désormais de retrouver son innocence. Il se dit conscient que ce combat peut raviver la douleur des parents de la petite Émilie, et leur demande de le comprendre.
J.-M. Deperrois saisit la Cour européenne des droits de l’homme en 2009. En avril 2012, sa requête devant la Cour européenne des droits de l'homme est rejetée.
En 2019, Corinne Tanay, la mère d’Émilie Tanay, exprime ses doutes sur la façon dont la justice a mené l'enquête et sur la culpabilité de Jean-Marc Deperrois, qu'elle a rencontré longuement à plusieurs reprises à partir d'octobre 2016. Elle publie le 14 novembre un livre intitulé La Réparation volontaire (Grasset),.

### Troisième requête en révision
Début 2023, Jean-Marc Deperrois dépose une troisième requête en révision, en se fondant sur une nouvelle expertise médicale émanant de spécialistes du cyanure. Elle affirme qu'il y a incompatibilité entre la chronologie des faits, rapportée par les témoins, et la durée de l'agonie en cas d'intoxication au cyanure.
Madame Tanay avait obtenu cette information auprès d'un toxicologue, rencontré lors de la contre-enquête qu’elle avait entreprise en 2015. D’après lui, Émilie avait trois fois la dose létale de poison dans le sang. L’intoxication suraiguë au cyanure  étant foudroyante, il lui paraissait impossible que l’enfant ait pu avaler du cyanure à 20 heures et ne tomber sans connaissance qu’un quart d’heure plus tard. Corinne Tanay  en avait informé Jean-Marc Deperrois lors de leurs entretiens,.
La famille qui recevait Émilie avait en effet indiqué qu’après la prise de sa Josacine, l’enfant était restée active pendant un quart d’heure avant de s’effondrer brusquement (voir supra).
Jean-Marc Deperrois a alors entrepris de faire sa propre enquête, et demandé l’avis du  professeur Frédéric Baud, médecin réanimateur, spécialiste du cyanure. Dans son rapport, ce dernier explique que l’intoxication d’Emilie a été foudroyante ; c’est le cas à partir de 2,5 mg de cyanure par litre de sang, alors qu’elle en avait 7 mg/l. Avec une telle dose, la personne « ne peut plus parler, ne peut plus bouger », « elle consomme, elle tombe ». Son comportement, décrit par les témoins pendant le quart d’heure suivant la prise de sa Josacine, « n’est pas compatible avec une intoxication foudroyante ».
La 3e requête en révision s’appuie sur ces données. Pour Me Rosano, avocate de Jean-Marc Deperrois, il est ainsi prouvé que  « l’empoisonnement d’Émilie n’a pas pu provenir du flacon de Josacine, seul élément qui incrimine Jean-Marc Deperrois ». L'avocate de J.-M. Deperrois pointe une différence qui apparaitrait entre le taux de poison relevé dans le flacon de Josacine et le taux de poison relevé dans le sang de la fillette. Cette troisième requête est néanmoins rejetée le 18 juin 2024 par la commission d'instruction de la Cour de révision et de réexamen, qui considère que ces éléments n'étaient ni nouveaux, ni inconnus.